# Das Innere Reich
Das Innere Reich, sous-titré Zeitschrift für Dichtung, Kunst und deutsches Leben (« magazine pour la poésie, l'art et la vie allemande ») est un magazine littéraire publié à Munich d'avril 1934 à l'automne 1944 à tendance nationale-conservatrice.

## Contenu, histoire et réception
Das Innere Reich est publié par Paul Alverdes et Karl Benno von Mechow et atteint un tirage de 5 000 à 6 000 exemplaires. Le projet de créer un contrepoids conservateur à la Neue Rundschau, la revue littéraire de la maison d'édition S. Fischer, existe depuis 1932, mais le premier numéro de la revue, édité par Mechow, ne parait qu'en avril 1934. Karl Benno von Mechow démissionne en 1938. Même si le magazine offre un large spectre littéraire et publie non seulement des auteurs nationaux-socialistes mais aussi des auteurs non politiquement déterminés ou non contraints, les rédacteurs en chef ont reconnu les « nouvelles circonstances ». Dans l'essai programmatique au début du premier numéro, Mechow critique les exilés littéraires et explique le nom du mensuel : « Contre l'opinion d'une soi-disant « spiritualité » désespérée qui a depuis longtemps rompu intérieurement et extérieurement par l'émigration, nous parlons ici avec sérénité de l'"Empire intérieur", et nommons un nouveau magazine qui veut servir la poésie allemande et l'art allemand, selon ce mot ». Le mensuel est controversé, notamment parce que l'article susmentionné a déjà fait l’éloge d'Adolf Hitler.
En octobre 1936, la revue est temporairement interdite en raison de trois articles contraires à l'idéologie parus dans le numéro d’août (dont deux le jour de l'anniversaire de Frédéric le Grand,. Le magazine SS Das Schwarze Korps qualifie un article sur le roi de Prusse d'« insolence grotesque » sous le titre « Et cela s'appelle le Reich intérieur » ; le journal du parti Völkischer Beobachter qualifie le magazine culturel de « produit de cette alphabétisation maléfique qui, dans son intellectualisme arrogant, s'est sciemment tenu à l'écart de la communauté du nouvel État et a vu la quintessence du travail littéraire dans l'athlétisme mental qui était aussi stupide que recherché ».
Après des interventions de l'éditeur Gustav Pezold et de l'écrivain Ernst von Salomon auprès de plusieurs personnalités nazies, l'interdiction est levée le 23 octobre 1936 et la revue continue à paraître jusqu’à l'automne 1944.

## Auteurs (sélection)
En plus des deux éditeurs, d'autres auteurs ont publié des articles dans la revue.
- Ludwig Friedrich Barthel (de)
- Walter Bauer
- Ernst Bertram
- Richard Billinger (de)
- Rudolf Binding
- Friedrich Bischoff
- Hans Friedrich Blunck (de)
- Johannes Bobrowski
- Antun Bonifacic
- Bruno Brehm (de)[11]
- Georg Britting
- Ernst von Dombrowski[12]
- Günter Eich
- Gertrud Fussenegger
- Gerd Gaiser (de)
- Albrecht Goes (de)[13]
- Hans Grimm
- Martin Heidegger : Hôlderlin und das Wesen der Dichtung[14]
- Curt Hohoff (de)
- Ernst Rudolf Huber
- Peter Huchel
- Paul Anton Keller (de)[15]
- Jochen Klepper
- Erwin Guido Kolbenheyer
- Max Kommerell (de)
- Ivan Goran Kovačić (de)
- Karl Krolow[16]
- Erwin Laaths
- Max Mell[15]
- Otto Nebelthau (de)
- Wolf von Niebelschütz (de)
- Rudolf Riester[17]
- Herbert Sailer
- Oda Schaefer
- Wilhelm Schäfer
- Adolf Schinnerer (de)[18]
- Friedrich Schnack (de)
- Reinhold Schneider (de)
- Rudolf Alexander Schröder
- Gerhard Schumann
- Amand Simoens
- Emil Strauß (de)
- Kurt Lothar Tank[19]
- Rudolf Thiel
- Ludwig Tügel (de)
- Franz Tumler (de)[15]
- Georg von der Vring
- Josef Weinheber[20]
- Ernst Wiechert
- Heinrich Zillich (de)

## Littérature
- Paul Alverdes, Karl Benno von Mechow (Hrsg.), Das Innere Reich – Zeitschrift für Dichtung, Kunst und deutsches Leben. 1. Heft, avril 1934

### Littérature secondaire
- Marion Mallmann, „Das innere Reich“. Analyse einer konservativen Kulturzeitschrift im Dritten Reich. Abhandlungen zur Kunst-, Musik- und Literaturwissenschaft, 248. Bouvier, Bonn, 1978  (ISBN 3-416-01383-2)
- Werner Volke, "Das Innere Reich" 1934–1944. Eine "Zeitschrift für Dichtung, Kunst und deutsches Leben"[21], Hg. Archives littéraires allemandes de Marbach (Literaturarchiv Marbach), Marbacher Magazin, H. 26, 1983
- Günther Penzoldt, Das Innere Reich im Dritten Reich. Curt Hohoffs „intelligente Literaturzeitschrift“ war ein Naziblatt, in: Die Zeit Nr. 14 vom 2. April 1965; online, sur zeit.de (consulté le 3 avril 2015)